# Trango Towers
Trango Towers, Wieże Trango – grupa szczytów w Karakorum. Wspinaczka na Trango Tower jest trudna nie tylko ze względu na szczególne nagromadzenie trudności (ściana gładka i pionowa do 1200 m), ale także na kapryśną aurę i zimno. Temperatura może mieć tu kluczowe znaczenie, szczególnie że alpiniści używają do wspinaczki gołych nieosłoniętych dłoni i specjalnych ciasnych, lecz precyzyjnych wspinaczkowych butów (możliwość odmrożeń).
Pierwsze polskie wejście na szczyt należy do Wojciecha Kurtyki (w 1988 roku). Ze względu na duże trudności techniczne mimo wielu prób wyczyn ten udało się powtórzyć polskim wspinaczom dopiero w 2012 roku, gdy na szczycie stanął zespół w składzie: Maciej Ciesielski, Łukasz Mirowski i Mariusz Serda.
W 2013 roku 19 sierpnia została wytyczona nowa droga "Bushido" przez polski zespół: Marcin Tomaszewski i Marek Raganowicz na północno - zachodniej ścianie Great Trango Tower (6286 m n.p.m.). Droga "Bushido" to 46 wyciągów o łącznej długości 1996 m, zespół spędził w ścianie 20 dni zakładając 4 obozy a drogę wycenił na A4, VII+, VII w skali Big Wall. Droga łączy się w górnej części z amerykańską linią wytyczoną w 2004 r. przez Kelly Cordes i Josh Whartona na żebrze północno - wschodnim. W wyniku złych warunków atmosferycznych i nagłego załamania pogody w godzinach nocnych, zespół podjął decyzję o rezygnacji z wejścia na szczyt Great Trango Tower. Zejście do Base Camp zajęło 2 dni. Za wytyczenie nowej drogi zespół otrzymał w roku 2013 Kolosa w kategorii Alpinizm, następnie czasopismo National Geographic przyznało Traveler 2013 jako Wyczyn Roku a ekipa EpicTv uznała nową drogę "Bushido" za najważniejsze przejście bigwallowe w 2013 r.

## Historia prowadzenia dróg
- Wojciech Kurtyka i Erhard Loretan – wschodnia ściana iglicy Trango Nameless Tower (6238 m n.p.m.) - 1988 r.
- Marcin Tomaszewski i Marek Raganowicz - północno-zachodnia ściana iglicy Great Trango Towers (6286 m n.p.m.) - 2013 r.